# Tengai Makyō
Tengai Makyō (天外魔境 lit. "El Reino de los Demonios Fuera del Cielo"?) es un videojuego de rol de 1989 para la PC Engine CD-ROM² System, desarrollado por Red Company y Hudson Soft, y distribuido por este último. Fue lanzado en Japón y Taiwán.

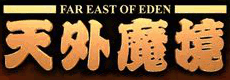
Logo del videojuego Far East of Eden: Kabuki Klash, perteneciente a la serie Tengai Makyō lanzado en 1995.

La serie se hizo popular en Japón, donde fue una de las series RPG más populares durante la era de los 16 bits, junto con Dragon Quest, de Enix, y Final Fantasy, de Squaresoft. Su éxito se debió en parte a que el Tengai Makyō original fue el primer juego de rol lanzado para el nuevo formato de CD-ROM, que utilizó para crear un juego más grande e introducir escenas animadas totalmente dobladas y música de CD en el género.
Aunque originalmente pretendía ser solo tres juegos, ha crecido para abarcar una serie de remakes, secuelas y spin-offs una variedad de plataformas. A pesar de su relativa popularidad en los países asiáticos, la serie es en gran parte desconocida en otros territorios, con solo un juego lanzado en el extranjero. 

## Visión general
La serie principal se compone de tres juegos separados dentro de la tierra de 'Jipang' (un Japón feudal ficticio que usa el nombre dado por el comerciante italiano Marco Polo), cada uno sigue a un descendiente del 'Clan de Fuego' y un elenco de apoyo en batallas contra un rango de villanos a menudo cómicos. Las historias de los juegos, aunque principalmente son de 'fantasía', están inspiradas en una parodia de conceptos erróneos sobre la cultura japonesa por las sociedades occidentales. 
El primer juego Tengai Makyo: Ziria, lanzado para PC Engine CD-ROM² System en 1989, fue notable como el primer juego de rol lanzado en CD-ROM y el primero en el género en presentar cinemáticas y actuación de voz. La trama y los personajes se inspiraron en el cuento popular japonés Jiraiya Goketsu Monogatari (con el nombre del protagonista mal escrito deliberadamente, según el tema de fantasía). La música para el juego también fue compuesta por el músico ganador del Premio de la Academia, Ryūichi Sakamoto.
El juego fue visto en la edición de noviembre de 1990 de Computer Gaming World. El escritor Roe R. Adams (también co-desarrollador de los juegos Wizardry) lo describió como "un juego verdaderamente gigantesco" que "parece tener el tamaño de 2 o 3 Ultimas juntas". Sugirió que, si "NEC puede manejar el trabajo de traducción gigantesco, Ziria podría ser el éxito del juego de 1991" a menos, "por supuesto, que Nintendo contrarresta con Zelda III o Dragon Warrior III, y Sega con Phantasy Star III". También había planes para lanzar la secuela Tengai Makyō II: Manjimaru (1992) en América del Norte, pero debido al fracaso del TurboGrafx-16 en ese mercado, no se lanzarían juegos de Tengai Makyō hasta el Far East of Eden: Kabuki Klash (1995).

## Creadores
Los juegos son en gran parte la creación de Hiroshi Adachi (bajo el apodo de "Oji Hiroi") y Red Company (hoy Red Entertainment). Prácticamente todas las tareas de publicación han sido manejadas por Hudson Soft. 
Se supone que la serie se basa en un libro titulado "Extremo Oriente del Edén", escrito por Paul Hieronymus Chada (típicamente escrito como P.H. Chada), que se presenta como un profesor del Smithsonian de estudios orientales del siglo XIX. El libro y P.H. Chada no existen, y 'P.H. Chada' en realidad se deriva del 'Príncipe (Ouji) Hiroi Adachi'. Esto es parte de cómo se supone que el entorno se basa en las ideas erróneas que las sociedades occidentales tenían con respecto a Japón en el pasado. 
Oji Hiroi y Red Company serían más tarde conocidos por crear la serie Sakura Wars para Sega Saturn.

## Juegos de la serie
| Año  | Título                                   | Género       | Plataforma Original |
| ---- | ---------------------------------------- | ------------ | ------------------- |
| 1989 | Tengai Makyō: Ziria                      | RPG          | PC Engine CD        |
| 1992 | Tengai Makyō II: Manjimaru               | RPG          | PC Engine CD        |
| 1993 | Tengai Makyō: Fuun Kabukiden             | RPG          | PC Engine CD        |
| 1994 | Tengai Makyō: Deden no Den (promo)       | Laberinto    | PC Engine CD        |
| 1995 | Tengai Makyō: Kabuki Ittou Ryoudan       | Pelea        | PC Engine CD        |
| 1995 | Far East of Eden: Kabuki Klash           | Pelea        | Neo-Geo             |
| 1995 | Tengai Makyō: Dennou Karakuri Kakutouden | FMV de pelea | PC-FX               |
| 1995 | Tengai Makyō Zero                        | RPG          | Super Nintendo      |
| 1997 | Tengai Makyō: Daiyon no Mokushiroku      | RPG          | Sega Saturn         |
| 2003 | Oriental Blue: Ao no Tengai              | RPG          | Game Boy Advance    |
| 2004 | Tengai Makyō Mobile                      | RPG          | iPhone              |
| 2005 | Tengai Makyō III: Namida                 | RPG          | PlayStation 2       |

### Juegos cancelados
- Tengai Makyo sin título acción/slash-em-up
- Tengai Makyō: Jipang Seven (juego basado en navegador)[3]

## Otros medios
- (天外魔境 自来也おぼろ変 Tengai Makyō Jiraia Oboro Hen?)  (OVA)
- El evento de Gate of Thunder, fue adaptado por el manga como parte de los personajes de Hudson Makyou (ハドソン魔境?) titulados Hudson Makyou (ハドソン魔境?) por Minori Shobo en 1992.

## Recepción
La serie vendió más de 2.2 millones de copias.